# فاغنر (لاعب كرة قدم مواليد 1950)
فاغنر (بالبرتغالية: Roberto Wagner Chinoca‏) هو لاعب كرة قدم برازيلي في مركز الدفاع، ولد في 2 مايو 1950 في ساو باولو في البرازيل. لعب مع نادي كورينثيانز.

## وصلات خارجية
- فاغنر (لاعب كرة قدم مواليد 1950) على موقع أوليمبيديا (الإنجليزية)